# The Rhythm Section
The Rhythm Section is een Brits-Amerikaanse actiethriller uit 2020 onder regie van Reed Morano. De film is gebaseerd op de gelijknamige roman van Mark Burnell, die zelf ook het script schreef. De hoofdrollen worden vertolkt door Blake Lively, Jude Law en Sterling K. Brown.

## Verhaal
De familie van Stephanie Patrick kwam drie jaar eerder om het leven bij een vliegtuigcrash, een vlucht waar ze zelf ook deel van had moeten uitmaken. Door het tragisch incident raakte ze aan lager wal. 
Wanneer Stephanie via een journalist ontdekt dat de crash geen ongeluk was, besluit ze haar leven om te gooien. Ze neemt een valse identiteit aan en begint een internationale speurtocht naar de personen die verantwoordelijk waren voor de vliegtuigcrash.

## Rolverdeling
| Acteur            | Personage         |
| ----------------- | ----------------- |
| Blake Lively      | Stephanie Patrick |
| Jude Law          | Iain Boyd         |
| Sterling K. Brown | Marc Serra        |
| Max Casella       | Leon Giler        |
| Daniel Mays       | Dean West         |
| Geoff Bell        | Green             |
| Richard Brake     | Lehmans           |
| Raza Jaffrey      | Keith Proctor     |
| Tawfeek Barhom    | Reza              |
| David Duggan      | David Patrick     |

## Productie
In 1999 bracht auteur Mark Burnell de spionagethriller The Rhythm Section (Nederlands: De ritmesectie) uit. Het was het eerste deel uit een reeks boeken rond het hoofdpersonage Stephanie Patrick. In 2005 werd Burnell door New Line Cinema benaderd om The Rhythm Section tot een script om te vormen. De studio zag het hoofdpersonage als 'de vrouwelijke Jason Bourne' en hoopte dat The Rhythm Section het begin van een nieuwe franchise zou worden. Het project kwam uiteindelijk niet van de grond.
In juli 2017 raakte bekend dat producenten Barbara Broccoli en Michael G. Wilson, het duo achter de James Bond-franchise, actrice Blake Lively en regisseuse Reed Morano hadden ingeschakeld om het boek te verfilmen. Een maand later werd het project opgepikt door Paramount Pictures, dat 50 miljoen dollar in de film investeerde. In september 2017 werd ook Jude Law aan het project toegevoegd.
De opnames gingen in het najaar van 2017 van start in Dublin (Ierland). Begin december raakte Lively tijdens een stunt gewond aan haar hand. In januari 2018 vonden er opnames plaats in New York. Toen diezelfde maand bleek dat Lively een tweede keer aan haar hand geopereerd moest worden, werd de productie voor enkele maanden stilgelegd. In juni 2018 gingen de opnames in Spanje verder en werd Sterling K. Brown aan de cast toegevoegd. Er werd onder meer gefilmd in de Spaanse stad Almería.

## Release en ontvangst
Op 27 januari 2020 ging de film in de Brooklyn Academy of Music in Brooklyn (New York) in première. De Amerikaanse bioscooprelease was aanvankelijk gepland voor februari 2019, maar werd nadien uitgesteld tot 22 november 2019. In de zomer van 2019 werd de datum opnieuw uitgesteld, ditmaal tot begin 2020.
The Rhythm Section ontving overwegend negatieve recensies. Op Rotten Tomatoes heeft de film een waarde van 27% en een gemiddelde score van 4,65/10, gebaseerd op 142 recensies. Op Metacritic heeft de film een gemiddelde score van 45/100, gebaseerd op 36 recensies. De film kende met een opbrengst van slechts 2,8 miljoen dollar ook een historisch slecht openingsweekend in de Verenigde Staten en werd door de Amerikaanse filmpers al snel bestempeld als een grote financiële flop.